# Regimiento de Infantería 4 (Bolivia)
El Regimiento de Infantería 4 (RI-4) «Loa» es una unidad del Ejército de Bolivia dependiente del Décima División del Ejército y con base en Uyuni. Fue creado en 1829 y su misión de ejecutar operaciones y entrenamiento.

## Historia
En el siglo XIX, la unidad era conocida como «Batallón de Infantería “Aroma” 4.º de Línea». Como tal, participó de la guerra del Pacífico. Su nombre cambió el 28 de diciembre de 1914, por Orden General N.º 420 del Ministerio de Guerra, que dispuso que la unidad se denominara «Regimiento “Loa” 4.º de Infantería».
Cuando inició la guerra del Chaco en 1932, el RI-4 integraba la 4.ª División de Roboré.
A fines de la década de 1970, el Ejército modificó su organización, y el Regimiento Loa fue asignado en la 10.ª División con base en Tupiza.